# مایرز منکس
مایرز منکس (Meyers Manx) خودرویی است که در سال‌های ۱۹۶۴ تا ۱۹۷۱۶،۰۰۰ builtتولید شده‌است. طراحی آن خودروهای موتور عقب-محور عقب بوده است. سیستم جعبه‌دندهٔ آن ۴ دنده به صورت دستی است.